# Открытый чемпионат США по теннису 2005

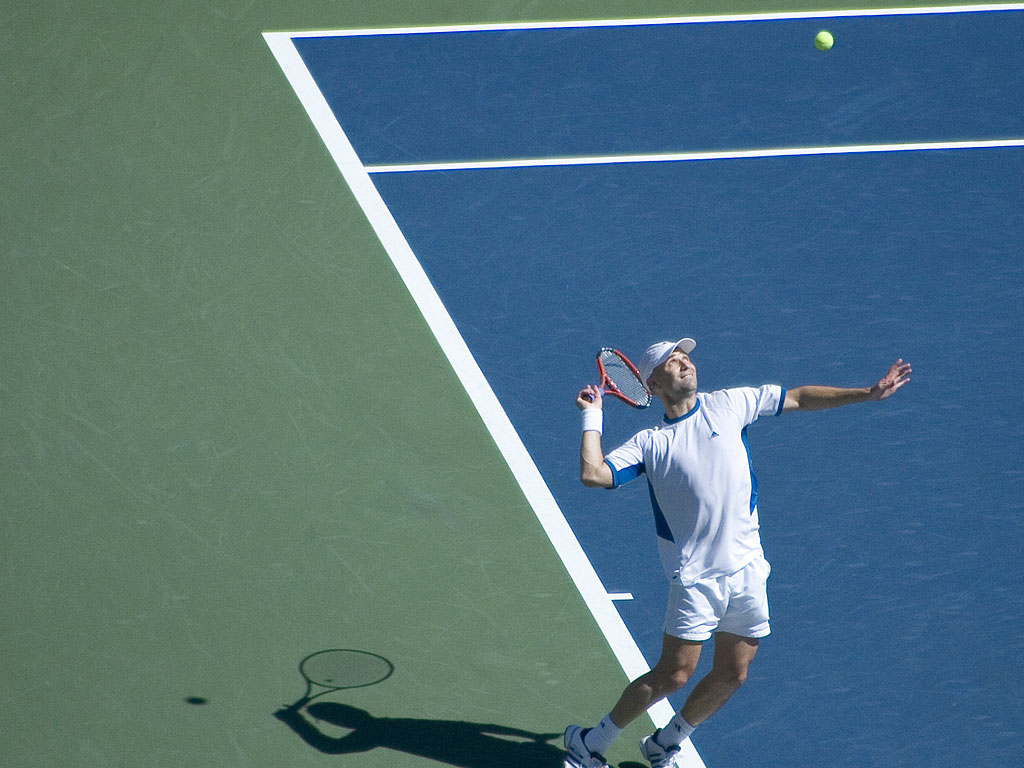
На подаче финалист турнира среди мужчин Андре Агасси

Открытый чемпионат США по теннису 2005 года — 125-й розыгрыш ежегодного профессионального теннисного турнира серии Большого шлема, проводящегося в американском городе Нью-Йорк на кортах местного Национального теннисного центра. Традиционно выявляются победители соревнования в девяти разрядах: в пяти — у взрослых и четырёх — у старших юниоров.
В 2005 году матчи основных сеток прошли с 29 августа по 11 сентября. Соревнование традиционно завершало сезон турниров серии в рамках календарного года. В 2-й раз подряд турниру предшествовала бонусная US Open Series для одиночных соревнований среди взрослых, шестёрка сильнейших по итогам которой, исходя из своих результатов на Открытом чемпионате США, дополнительно увеличивала свои призовые доходы.
Прошлогодние победители среди взрослых:
- в мужском одиночном разряде —  Роджер Федерер
- в женском одиночном разряде —  Светлана Кузнецова
- в мужском парном разряде —  Даниэль Нестор и  Марк Ноулз
- в женском парном разряде —  Вирхиния Руано Паскуаль и  Паола Суарес
- в смешанном парном разряде —  Вера Звонарева и  Боб Брайан

## Соревнования

### Взрослые

#### Мужчины. Одиночный турнир
Роджер Федерер обыграл  Андре Агасси со счётом 6-3, 2-6, 7-6(1), 6-1.
- Федерер выигрывает 2-й титул в сезоне и 6-й за карьеру на соревнованиях серии. На этом турнире он побеждает 2-й год подряд.
- Федерер выигрывает 10-й одиночный титул в сезоне и 32-й за карьеру в основном туре ассоциации.
- Агасси сыграл 1-й финал в сезоне и 15-й за карьеру на соревнованиях серии.
- Агасси сыграл 3-й одиночный финал в сезоне и 90-й за карьеру в основном туре ассоциации.

#### Женщины. Одиночный турнир
Ким Клейстерс обыграла  Мэри Пирс со счётом 6-3, 6-1.
- Клейстерс выигрывает дебютный титул на соревнованиях серии.
- Клейстерс выигрывает 7-й одиночный титул в сезоне и 28-й за карьеру в основном туре ассоциации.
- Пьерс сыграла 2-й финал в сезоне и 6-й за карьеру на соревнованиях серии.
- Пьерс сыграла 3-й одиночный финал в сезоне и 38-й за карьеру в основном туре ассоциации.

#### Мужчины. Парный турнир
Боб Брайан /  Майк Брайан обыграли  Йонаса Бьоркмана /  Максима Мирного со счётом 6-1, 6-4.
- Братья Брайаны выигрывают 2-й титул на соревнованиях серии.
- Брайаны выигрывают 4-й совместный титул в сезоне и 25-й за карьеру в основном туре ассоциации.

#### Женщины. Парный турнир
Лиза Реймонд /  Саманта Стосур обыграли  Елену Дементьеву /  Флавию Пеннетту со счётом 6-2, 5-7, 6-3.
- Реймонд выигрывает 3-й парный титул в сезоне и 47-й за карьеру в основном туре ассоциации. На этом турнире он побеждает во 2-й раз (до этого в 2001 году).
- Стосур выигрывает свой дебютный титул на соревнованиях серии.
- Стосур выигрывает 4-й парный титул в сезоне и за карьеру в основном туре ассоциации.

#### Микст
Даниэла Гантухова /  Махеш Бхупати обыграли  Катарину Среботник /  Ненада Зимонича со счётом 6-4, 6-2.
- Гантухова выигрывает 2-й титул в сезоне и 4-й за карьеру на соревнованиях серии.
- Бхупати выигрывает 2-й титул в сезоне и 5-й за карьеру на соревнованиях серии в миксте.

### Юниоры

#### Юноши. Одиночный турнир
Райан Свитинг обыграл  Жереми Шарди со счётом 6-4, 6-4.

#### Девушки. Одиночный турнир
Виктория Азаренко обыграла  Алексу Глатч со счётом 6-3, 6-4.

#### Юноши. Парный турнир
Алекс Клейтон /  Дональд Янг обыграли  Карстена Болла /  Тимо де Баккера со счётом 7-6(3), 4-6, 7-5.

#### Девушки. Парный турнир
Алиса Клейбанова /  Никола Франкова обыграли  Алексу Глатч /  Ваню Кинг со счётом 7-5, 7-6(3).